# Carabus hispanus
Carabus hispanus es una especie de coleóptero adéfago perteneciente a la familia Carabidae. Habita en el sudoeste de  Francia, con el Macizo Central como norte de su distribución.